# Apparecchio utilizzatore
Un apparecchio utilizzatore (comunemente chiamato utilizzatore o carico) è rappresentato in elettrotecnica da un dispositivo elettrico (es: elettrodomestico) in grado di utilizzare l'energia elettrica per trasformarla in un altro tipo di energia di uso diverso, quale la luce, il calore, la movimentazione dell'aria, la meccanica, ecc.
Solitamente, presenta una spina da collegare alla rete elettrica, per ricevere l'energia necessaria a funzionare o viene direttamente collegato dai tecnici alla rete stessa, e poi fatto funzionare tramite interruttori o altri comandi più o meno manuali. Ogni utilizzatore in funzione, produce un consumo di energia elettrica, correlato e conseguente al assorbimento di potenza che utilizza per svolgere il suo lavoro.

## Descrizione
Ogni utilizzatore finale è caratterizzato da una sua impedenza che determina il consumo che può essere espressa in "W" (Watt) o in "A" (Ampere) corrente elettrica assorbita. L'una o l'altra in ogni caso determinano la potenza specifica dell'utilizzatore.

## Tipologie
In ambiente domestico gli utilizzatori elettrici possono essere: gli elettrodomestici, gli elettroutensili da cucina e da casa, gli elettroutensili per piccole lavori, corpi illuminanti, ecc.

### Elettrodomestici
- forno elettrico
- forno a microonde
- cappa aspirante
- lavastoviglie
- lavatrice
- frigorifero
- televisore
- elettronica della stufa a pellet
- stufa elettrica
- condizionatore d'aria
- hi-fi in genere
- computer
- citofono
- campanello
- sistema d'allarme
- ascensore o montacarichi

### Elettroutensili da casa
- spremiagrumi
- ferro da stiro
- coltello elettrico
- aspirapolvere
- aspiracenere
- scopa elettrica
- frullatore

### Corpi illuminanti
- abat-jour
- lampada da tavolo
- lampadario
- lampada di emergenza

### Elettroutensili per piccoli lavori
- trapano
- smerigliatrice
- sega elettrica
- saldatore
- compressore

### Componenti elettrici non utilizzatori
Anche una prolunga multipresa con la marcata CE può avere incisa la potenza elettrica ma con un suffisso "MAX" che sta ad indicare la massima potenza che può attraversare la prolunga. La prolunga quindi non è un utilizzatore ma un componente elettrico.